# Стрекоза и муравей (мультфильм, 1935)
«Стрекоза и муравей» — советский мультфильм 1935 года режиссёров Ивана Иванова-Вано, Валентины и Зинаиды Брумберг, созданный на киностудии «Межрабпомфильм». Первая звуковая и цветная экранизация одноимённой басни Ивана Крылова.
Мультфильм вышел в прокат 7 мая 1936 года. Мультфильм утрачен.

## Сюжет
В летнее время Стрекоза пела и веселилась, а Муравей трудился, строил свой дом и запасался едой. После наступления зимы, Стрекоза проситься у Муравья на зимовку, но тот отказывает ей.

## Создатели
- Авторы сценария, режиссёры: Иван Иванов-Вано, Валентина и Зинаида Брумберг
- Операторы: В. Спиридонов, Н. Петерсон
- Композитор: Михаил Старокамодский
- Звукооператор: Дмитрий Флянгольц
- Художники-мультипликаторы: А. Нестеров, В. Лазурский, К. Малышев, М. Шумкова, Вера Валерианова, Л. Пожидаева, Татьяна Волкова
- Звуковое оформление: Семён Бендерский
- Текст читает: Василий Качалов
- Директор картины: Г. Дедков